# Bunoaica
Bunoaica – wieś w Rumunii, w okręgu Mehedinți, w gminie Cireșu. W 2011 roku liczyła 158 mieszkańców.